# برکتاون
برکتاون (به انگلیسی: Burketown) یک شهرک در استرالیا است که در شایر آف بروک واقع شده‌است.